# Sociedad de Comediantes Anónimos
SCA o Sociedad de Comediantes Anónimos fue un programa de televisión chileno humorístico del tipo stand-up transmitido por el canal de televisión por cable Vía X,  entre 2005 y 2007, emitido de lunes a viernes, a las 6 de la tarde. Fue el programa precursor a El club de la comedia, que emitió Chilevisión desde 2007 y 2014 y conservó parte del elenco.
SCA consiste en un grupo de personajes que conforman una sociedad limitada, los que diariamente cuentan parte de sus vidas y critican diversos aspectos de la sociedad chilena. Cada uno de los actores hacia chistes o monólogos en sus actos. 
El programa fue dirigido por Pablo Erazo.

## Historia

### Inicios y consolidación (2005-2006)

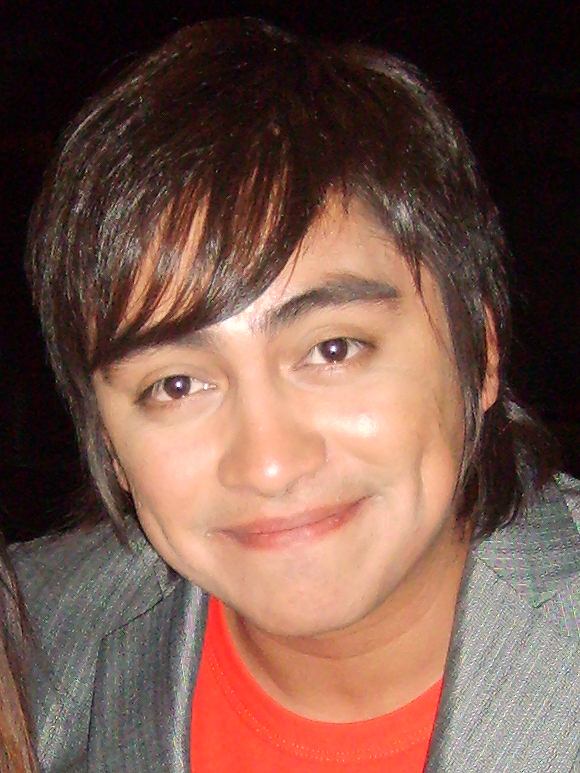
Sergio Freire.

SCA (Sociedad de Comediantes Anónimos) comenzó a transmitirse por las pantallas de Vía X en octubre de 2005. En el inicio los actores que participaban eran Andrés Velasco, Juan Pablo Flores, Alejandra Dueñas, Nathalie Nicloux, Pato Pimienta, Sebastián Puga y Sergio Freire. Con el tiempo el programa se fue consolidando en su horario, haciéndose popular en 2006. En ese intertanto hubo un recambio de actores, saliendo Velasco, Dueñas y Puga, e ingresando (en distintas etapas) Diana García y Carolina Sotomayor, quienes formaron parte de la segunda temporada del espacio.
También se realizó un programa especial celebrando los 200 capítulos, y shows en vivo. [cita requerida]

### El quiebre y losComediantes en paro
Entre la segunda y tercera temporada del programa se hizo un recambio casi completo de monologuistas, debido a una serie de problemas internos que surgieron en el equipo.
Los que se quedaron fueron Diana García y Carolina Sotomayor. En tanto, Juan Pablo Flores, Sergio Freire, Patricio Pimienta y Nathalie Nicloux se retiraron luego de un problema con el director y las otras dos compañeras. 
Según los comunicados, el problema partió cuando Diana García fue despedida por sus compañeros al "no encajar con la tónica del programa". Luego de esto, Juan Pablo fue notificado también de su despido, esta vez de parte de los productores del programa y ejecutivos de Vía X, quienes afirmaron que "no se presentaba cuando debía". Ante esto se formó el inmediato rechazo de Sergio, Nathalie y Patricio, manteniéndose Carola al margen. Luego de las constantes presiones, se reintegran ambos monologuistas al programa, volviendo el programa por un ínfimo período a su formación de la tercera temporada.
Pero la tregua no duró mucho, ya que luego de esto, todos fueron notificados de un aumento de $50.000, lo que García y Sotomayor aceptaron, pero los demás rechazaron debido a la incorporación de tres nuevos auspiciadores, que obviamente aumentaron los fondos del programa. 
Finalmente, los cuatro antes mencionados se retiraron definitivamente al no aceptar las condiciones de trabajo en las que estarían, por lo que se denominaron como "Comediantes en Paro", una asociación en que el objetivo era hacer shows en vivo y aparecer en algún canal que apoye su causa. 
En julio de 2007 Patricio Pimienta, Nathalie Nicloux, Sergio Freire y Juan Pablo Flores iniciaron un programa similar llamado El club de la comedia en Chilevisión, y en el que son acompañados de Pedro Ruminot y Natalia Valdebenito (Cabra chica gritona).

### Crisis y reformulación (2007)
La tercera temporada de la SCA (emitida en el primer semestre de 2007) fue duramente criticada por el público, debido a la expulsión de la mayoría de los antiguos miembros y a la poca aceptación que recibió el desempeño de Jorge Alís, Carolina Paulsen, Héctor Escudero y Francisco Ramírez, los nuevos miembros del espacio.
El día 7 de julio, se hizo presente un artículo en la web de Terra.cl, en la cual se informaba del fin del show. En la noticia se relata las deficiencias de la temporada 2007 del show, por consecuencia, el despido de todos los comediantes de dicha temporada y de todos los contribuyentes del programa en sí, ocurrida el día 29 de junio. Finalmente, la tercera temporada de SCA fue sacada del aire.
Aunque se especuló con el fin de SCA, esta noticia fue desmentida por el mismo canal, Vía X, tras lanzar la publicidad de la cuarta temporada del programa, manteniéndose tres de los seis comediantes de la tercera temporada (Carolina Paulsen, Jorge Alis, Héctor Escudero), sumándose nuevos miembros (María Rodríguez, Gustavo Becerra, María Paz Grandjean, León Murillo, Rodrigo González Rubio y Mario Darrigrandi), y con la notoria ausencia de Diana García y Carolina Sotomayor, además de Francisco Ramírez. La cuarta temporada se estrenó 10 de septiembre en horario late show (23:55 h).

## Elenco

### Primera temporada (2005)
- Andrés Velasco
- Juan Pablo Flores
- Alejandra Dueñas
- Nathalie Nicloux
- Patricio Pimienta
- Sebastián Puga
- Sergio Freire
- Jorge Magallanes Alzamora

### Segunda temporada (2006)
- Carolina Sotomayor
- Diana García
- Nathalie Nicloux
- Juan Pablo Flores
- Sergio Freire
- Pato Pimienta
- Alejandra Dueñas

### Tercera temporada (2007)
- Héctor Escudero
- Francisco Ramírez
- Carolina Sotomayor
- Diana García
- Jorge Alís
- Carolina Paulsen

### Cuarta temporada (2007)
- Héctor Escudero
- Javier Valenzuela
- Carolina Paulsen
- Mario Darrigrandi
- Rodrigo González
- León Murillo
- María Paz Grandjean
- Gustavo Becerra
- María Rodríguez

## Personas destacadas
A continuación una lista de los personajes más notables por actor de la SCA. Todos son integrantes de la temporada 2006, la más exitosa en sintonía:

### Patricio Pimienta

#### Personajes de Monólogos
- Arturito: Vendedor de seguros, profesión que adoptó para tener a alguien con quien conversar. Él es un poco degenerado, un poco sucio, un poco desquiciado, pero finalmente un poco querible. Sus monólogos tratan sobre la actitud de la gente, de sus amigos, de la sexualidad y el "pololeo" ("pololos" tiene el mismo significado que novio, la palabra pololo viene del insecto popularmente llamado Pololo). En la mayoría de sus monólogos repita "estimados contertulios" o, más completo, "Estimados contertulios, distinguidos/destacados/respetables conciábulos, distinguidísimas/guapísimas/bellísimas contumelias" y dice de forma exagerada algunas palabras con su origen griego y su significado. Frecuenta recoger el vaso de agua de la mesa, y devolverlo sin tomar nada.

- Margaret, el Thrasher: Personaje que representa a los metaleros o "thrashers" que aún vive con su madre y tiene el pelo largo. Su vestimenta típica es un gorro de Slayer o de AC/DC y una polera de Iron Maiden o alguna en su defecto cualquiera de color oscuro. Cuenta su vida y las cosas que le pasan por ser así. Uno de sus amigos es "el de-monio" o "de moño", apodo recibido por el hecho de tener todo el pelo amarrado de un solo lado.

- Coto López: Personaje usado como la conductora, junto a Riquelme, de la SCA News. Es una mujer rubia con bigotes, por problemas de feromonas.

- El Lapa: Utilizado muy poco para los monólogos. Es Miguel Lepe López, un personaje que recibe su sobrenombre por ser insistente y hacer lo posible por estar siempre al lado de quienes cree sus amigos, persiguiéndolos y apareciendo en los lugares más inesperados, cosa que a los demás les resulta muy molesta y hacen lo posible por evitarlo. Participó en la entrevista a María Antonieta Saa.

#### Personajes en Intermedios
- Como Miguel Lepe, el Lapa, en "El Lapa". Su frase característica es "¡Espérenme!"
- Como el doble de riesgo de Juan Pablo Flores en "El Dooble".
- Como el pololo celoso en "El Celoso". Su frase característica es "¡Andai puro maraqueando!" y "Anda a encerrarte a la casa".
- Como el de la mala suerte en "Suertúo y Mala Cuea". Su frase característica es "Puta, el weón rajúo".
- Como el Coto, el amigo del gay encubierto en "El Gay Encubierto". Su frase característica es "¡Esa weá es de maricones!"
- Como Lenin en "Lautaro y Lenin".
- Como un amigo de Juan Pablo Flores en "Sin ni Uno".
- Como el amigo de un católico en "El Católico".
- Como un amigo del pololo de la sincera en "La Sincera".
- Como el terrorista y el subsecretario de (el oficio es según el tema del capítulo) en "Ministro en Acción".
- Como el seguro de sí mismo en "Seguro".
- Como uno de los amigos del E.T. en "El Amigo Extranjero".
- Como el profesor en el "Taller de Bicicletas".
- Como el Lapa en "Taller de Autoayuda".
- Como el Celoso en "El Taller del Celoso".
- Como el Celoso en "El Show del Celoso".
- Como el Perseguido en "El Perseguido". Su frase característica es "Di las cosas a la cara".
- Como el estudiante de periodismo en "El Estudiante de Periodismo". Su frase característica es "El #% de los jóvenes no responde este tipo de preguntas".
- Como José Patricio Bustamante Herrera en "Te Enojai por Todo". Su frase característica es "Oye, escuchame, me tenis chato: te enojai por todo".

### Diana García

#### Personajes de Monólogos
- Doctora Sex: Personaje es el lado opuesto de La Inocente, es una especialista en materias sexuales y que busca lo sexual en todo.

- La Inocente: Representa a la típica rubia tonta del programa. Cuenta lo que le pasa como mujer o lo que encuentra lindo o feo confundiendo todo.

#### Personajes en Intermedios
- Como una entrevistada en "El Estudiante de Periodismo".
- Como la amiga cruel en "Las Chaqueteras".
- Como la modelo en "El Sketch Interactivo".
- Como la polola de Riquelme en "Los Mejores Amigos".
- Como amiga de Alvarito en "El Loco".
- Como amiga de Riquelme en "Suertuo y Mala Cuea".
- Como la damicela en peligro en "El Super Héroe Himperfecto."
- Como una ejecutiva en "El Hombre Útil Escolar". Su frase típica es "ahí está, poh".
- Como alguien de la UDI en "Lautaro y Lenin".
- Como la actriz en "El Dooble".
- Como una de las pololas de Riquelme en "El Engrupidor".
- Como amiga del primo de Ivan "Bam Bam" en "El parapléjico".
- Como "amiga" del Lapa en "El Lapa".
- Como amiga de Alvarito en "El Sin Ni Uno".
- Como amiga del Alvarito en "El Católico".
- Como amiga de Nicloux en "La Sincera".
- Como alguien de la villa El Desastre en "Ministro en Acción".
- Como amiga de Riquelme en "Seguro".
- Como amiga del E.T en "El amigo extranjero".
- Como la literal en "La Literal".
- Como una de las Boxeadoras en "Boxeadas".
- En varios personajes en "Los Copiones".
- Como la doctora en sexualidad "Agata Orgas" en "Sana Sexualidad".
- Como la esposa en "Te Enojai por Todo".

### Nathalie Nicloux

#### Personajes de Monólogos
- Anita: Secretaria, su vida es el teatro. Sus monólogos tratan sobre su frustración eterna con los hombres, ella vive por encontrar la fórmula para conocer al hombre pluscuamperfecto y defiende a las mujeres hasta la muerte, diciendo como sería el mundo si las mujeres fueran tomadas más en cuenta.

#### Personajes en Intermedios
- Como la sincera en "La Sincera".
- Como la amiga de la literal en "La Literal".
- Como un amigo de Alvarito en "¿A Quién no le ha Pasado?"
- Como la polola en "Pololos del Futuro". Su frase típica es "pero yo no soy tu polola".
- Como la mujer objeto en "La Mujer Objeto". Su frase típica es "yo no quiero que me traten como un objeto".
- Como una internada en "Sana Sexualidad".
- Como alguien de la UDI en "Lautaro y Lenin".
- Como la francesa en "El Engrupidor".
- Como un amigo de JP en "El Parapléjico".
- Como una hip-hopera en "Ministro en Acción".
- Como ella misma y otros personajes en "Los Copiones".
- Como la polola del sensible en "El Sensible". Su frase típica es "¡Niña!"
- Como la Mujer que le da lata todo en "Me Da Lata".

### Juan Pablo Flores

#### Personajes de Monólogos
- A. Riquelme: Sobrino nieto del fundador de la original SCA, trabaja en una oficina de partes en cubículo de 2 x 1 metros en una oficina de Santiago Centro; goza cada minuto de sus intervenciones, porque solamente ahí lo escuchan. Es el director de la SCA. Aparece generalmente en la SCA News, pero ha tenido otras intervanciones. Su frase típica es "¿Haz ______, (la persona a la que le habla)? Te lo recomiendo".

- El Huaso Bruto: Nativo del pueblo ficticio de Brutal, es un estereotipo del huaso campesino chileno. Siempre habla de sus experiencias en el campo o de algún aspecto de la vida en la ciudad, con los ojos de un pueblerino. Es maleducado y utiliza muchas insinuaciones sexuales cuando habla de mujeres. De ahí a que se considere que es un bruto. Su frase típica es "Uyuyuuuuuuuy"

- El Ganímido: Extraterrestre de la luna Ganímedes que habla sobre lo malo de la Tierra y de lo que se hace en su lugar de origen. Cuando dice algún chiste y nadie se ríe, usa el poder de Ganímedes haciendo de que se rían. Su frase típica es "Jejeje ¡¡Es un clásico!!"

- Debilito: Es un tipo con una enfermedad que lo hace muy débil, cuenta su débil infancia.

#### Personajes en Intermedios
- Como uno de los copiones en "Los Copiones".
- Como un estudiante a celoso en "El Taller del Celoso".
- Como un extra en "El Celoso".
- Como el pololo (del presente) en "Pololos del Futuro".
- Como un amigo de Alvarito en "¿A Quién no le ha Pasado?"
- Como el profesor en "El Profe".
- Como el esposo de Anita en "La Mujer Objeto". Su frase típica es "Pero nadie te trata como un objeto".
- Como el presentador en "El Sketch Interactivo".
- Como Bartolo en "Bartolo el Marino Soy".
- Como amigo de Alvarito en "Los Mejores Amigos".
- Como el suertudo en "Suertúo y Mala Cuea".
- Como Norman, el vecino loco, en "El Loco".
- Como el "atacado" en "Roberto Cóndor Rojas Rojas".
- Como el ministro en "Ministro en Acción".
- Como Ganimido, el E.T. en "El Amigo Extranjero".
- Como Alexis, el gay en "El Gay Encubierto".
- Como el sensible en "El Sensible".
- Como Lautaro en "Lautaro y Lenin".
- Como el "Superhéroe Himperfecto". Su frase típica es "Al infinito y más acá" y "Otro caso resuelto por el Superhéroe Himperfecto".
- Como el Anticristo en "El Católico y el Anticristo"..

### Sergio Freire

#### Personajes de Monólogos
- Alvarito

El joven virgen del grupo; es el adolescente que nadie quisiera tener en sus casas, conflictivo, light y un poco tonto. Rostro oficial de la campaña del Ministerio de Salud y de Educación del cáncer anal. "Hazte las tocaciones pertinentes, ¡ahora te toca a ti!", es el eslogan oficial.

#### Personajes en Intermedios
Trabaja en la mayoría de los sketchs, algunos de ellos son:
- Como uno de los "Mejores Amigos".
- Como el parapléjico, en "El Parapléjico"
- Como el cristiano en "El Católico"
- Como el joven de "A Quién No Le Ha Pasado?".
- Como el pololo de "La Sincera".
- Como uno de los copiones en "Los Copiones"
- Como el vecino de Norman en "El Loco"
- Como uno de los alumnos en "El Taller Del Celoso".
- Como Romeo en "Romeo y Julia".
- Como el pololo (del Futuro) en "Pololos del Futuro".
- Como un periodista en el "Periodista Atrasado".
- Como un almacenero en "Ministro en Acción".

### Carolina Sotomayor
Ella es la chica loca del grupo, hablando incoherencias que hacen reír y contando las historias más inverosímiles que pueden existir que, claro, existen sólo en su cabeza. Todo esto acompañado de una alta cuota de movimientos, bailes y saltos en el escenario. En el capítulo en vivo de la celebración de los más de 200 capítulos, fue el blanco de la risa del público.

#### Personajes en Intermedios
- Como la polola del Celoso en "El Celoso". Su frase característica es "pero si yo te quiero a ti, mi amor".
- Como la doctora/la polola de Norman en "El Loco".
- Como la chica brusca en "La Bruta".
- Como la "Vieja Loca Pinochetista" en "Ministro en Acción".
- Como la chica en "Romeo Y Julia".
- Como la chica en "El Alternativo".
- Como la erotizada en "Los Erotizados".
- Como la Víctima de un Asalto en "Me da Lata".
- Como la mujer muy barsa en "La Loca Barsa". Su frase característica es "por gente como tú el mundo está como está".
- Como la mujer de la población El Desastre en "Ministro en Acción".